# Aeropuerto Internacional de Puerto Princesa
El Aeropuerto Internacional de Puerto Princesa (en tagalo: Paliparang Pandaigdig ng Puerto Princesa)  (IATA: PPS, ICAO: RPVP) es un aeropuerto que sirve el área general de Puerto Princesa, situado en la provincia de Palawan en Filipinas. Se clasifica como un aeropuerto internacional por la Autoridad de Aviación Civil de Filipinas.
Recientemente, el presidente Benigno Aquino III pretende hacer del aeropuerto una de las puertas principales de las Filipinas a un lado del aeropuerto internacional de Clark en la zona del puerto libre de Clark y el aeropuerto internacional Ninoy Aquino de la capital Manila. El aeropuerto es la principal puerta de entrada al Parque nacional del río subterráneo de Puerto Princesa, declarado Patrimonio de la Humanidad y una de las Nuevas 7 Maravillas de la Naturaleza.